# HD 10180

Схема планетарної системи HD 10180

HD 10180 - зоря, що має найбільшу на сьогодні відому планетну систему (не враховуючи Сонячну систему). Навколо зорі обертається сім планет, зоря віддалена від нас на відстань 127 світлових років та знаходиться у сузір'ї Південної Гідри.

## Планетна система
Достеменно відомо про п'ять планет, а для доведення наявності ще двох планет потрібні додаткові спостереження.